# Aribe
Aribe là một đô thị trong tỉnh và cộng đồng tự trị Navarre, Tây Ban Nha. Đô thị này có diện tích là 4,32 ki-lô-mét vuông, dân số năm 2007 là 61 người.
Đô thị nằm ở độ cao 699 m trên mực nước biển.

## Biến động dân số
| Biến động dân số                                    | Biến động dân số | Biến động dân số | Biến động dân số | Biến động dân số | Biến động dân số | Biến động dân số | Biến động dân số | Biến động dân số | Biến động dân số | Biến động dân số |
| 1996                                                | 1998             | 1999             | 2000             | 2001             | 2002             | 2003             | 2004             | 2005             | 2006             | 2007             |
| --------------------------------------------------- | ---------------- | ---------------- | ---------------- | ---------------- | ---------------- | ---------------- | ---------------- | ---------------- | ---------------- | ---------------- |
| 70                                                  | 67               | 63               | 60               | 62               | 63               | 62               | 62               | 62               | 62               | 61               |
| Nguồn: Aribe et instituto de estadística de navarra |                  |                  |                  |                  |                  |                  |                  |                  |                  |                  |